# Feuquières-en-Vimeu

Feuquières-en-Vimeu este o comună în departamentul Somme, Franța. În 1 ianuarie 2022 avea o populație de 2.432 de locuitori.